# Heptanal
El heptanal es un aldehído con fórmula molecular C7H14O.
Se utiliza como un ingrediente en productos cosméticos y perfumes. Se puede obtener a partir de aceite de ricino por destilación a presión reducida. Industrialmente, se utiliza en la fabricación de heptanoato 1-heptanol y etilo.